# Turbomecanica
Turbomecanica este o companie producătoare de componente pentru aeronave  din România.
Turbomecanica este unicul producător de motoare cu turbină de gaze și ansambluri mecanice pentru aeronave din industria românească.
Acțiunile companiei sunt listate pe Bursa de Valori București.
Principalii acționari ai companiei sunt Radu Viehmann, directorul general, cu o participație de 25,9% din acțiuni și Dana Maria Ciorapciu, cu un pachet de 15,2% din companie.
Compania produce pentru Rolls-Royce componente de motoare de aviație.
Parteneriatul dintre cele două companii datează de 30 de ani, odată cu acordarea licenței Rolls-Royce pentru fabricația motorului Viper 632 cu postcombustie (pentru IAR 99) și a motorului turboreactor civil Spey (pentru ROMBAC 1-11), Turbomecanica devenind, după 1990, furnizor al companiei britanice.
În decembrie 2008, capitalizarea bursieră a companiei a scăzut până la 7,4 milioane euro, adică sub valoarea terenurilor sale.
Cifra de afaceri:
- 2008: 63 milioane RON (17,1 milioane Euro)[5]
- 2007: 91,8 milioane RON (27,5 milioane euro)[5][6]

Venit net:
- 2008: -7,4 milioane euro (pierdere)[5]
- 2007: 7,8 milioane lei (2,33 milioane euro)[6]

## Istoric
Turbomecanica a fost înființată în anul 1975, pentru a produce motoare, ansambluri mecanice și echipamente pentru aeronave.
În perioada 1975 – 1977 s-a numit Fabrica de Motoare București, iar în perioada 1977 – 1990 Turbomecanica București.
Din noiembrie 1990 a devenit societate pe acțiuni.
După 1991 din cadrul societății Turbomecanica s-au desprins două societăți comerciale: Aeroteh și Micron-Turboteh.
În prezent, pe platforma industrială Turbomecanica din Militari se află proiectul rezidențial Rotar Park Residence.